# あだち充
あだち 充（あだち みつる、1951年2月9日 - ）は、日本の漫画家。群馬県伊勢崎市出身。群馬県立前橋商業高等学校卒。本名は安達 充（読み同じ）。

## 来歴
群馬県伊勢崎市に生まれる。三男一女の末っ子であり、直近の兄で3歳半年上のあだち勉から甚だしい影響を受ける。少年時代はあだち勉とともに貸本漫画の読者投稿コーナーの常連だった。また、勉は高校在学中から貸本漫画で原稿料を得ており、充はその手伝いをしていたことから、貸本漫画業界で「群馬の天才兄弟」として知られる存在となる。
絵を仕事にする希望を持ち、地元では一番商業美術に力を入れていた群馬県立前橋商業高等学校の商業美術部に入部する。しかし、明確な展望はなく、両親の勧める通りに安定した職業へ就く可能性もあったという。在学中に『COM』の新人賞で「虫と少年」が佳作2位に選ばれ、以後『COM』の新人投稿ページにしばしば掲載されるようになる。当時は『COM』や『週刊少年マガジン』、貸本漫画などを愛読しており、永島慎二、樹村みのり、さいとう・たかをらのファンだった。
野球にはまだ人並みの関心しか持っておらず、スポーツ経験も中学時代の体操部としての活動程度しかなかった。野球に深く関わるようになったのは、『週刊少年サンデー』で水島新司と『男どアホウ甲子園』を連載していた佐々木守と組んで、商業漫画家として野球漫画を手掛けてからである。後に熱心な野球ファンとなり、勉とともにビタミンAという草野球チームを主宰するが、多忙のためあまり試合に参加できなかった。
プロの漫画家を目指す踏ん切りをつけられたのは、勉が永島慎二に会い、充をアシスタントに採用してもらう内定を取り付けてくれたことによる。東京のデザイン会社に就職していた勉は、自身が会社員を続けているのだから、弟が漫画家となることは認めるように両親を説得する（しかし、ほどなく会社を辞めて漫画家へ復帰。フジオ・プロ在籍を経て、後年は充のマネージャーとなる）。ところが、充が高校3年生の1968年に、永島慎二が突然の渡米。1969年初春、どうにか『COM』のツテで同誌にイラストを連載していた石井いさみのアシスタントに就職する。
上京しての面接当日、石井いさみが『くたばれ!!涙くん』を『週刊少年サンデー』で連載していることを知って読み、これが『週刊少年サンデー』との出会いとなった。同年に一時帰郷して高校を卒業。1970年に『デラックス少年サンデー』で、原作付きの『消えた爆音』でデビュー。以降しばらくは佐々木守、やまさき十三などの漫画原作者と組んだ作品を中心に発表し、当時のブームであった劇画調の少年漫画を執筆。石井と石井の担当編集者だった武居俊樹の薦めもあり、2年間勤務した石井プロから独立するも、ヒットには恵まれず、幼年誌でのコミカライズや少女誌などに活躍の場を移していく。このこともあって、1975年の『牙戦』を最後に劇画調の作風には見切りをつけ、ソフトタッチな作風へ変化していく。少女誌では花の24年組の影響を受ける。
1978年、再び少年誌へ戻り、高校野球を題材とした『ナイン』を発表。初の原作無しでの本格連載であり、少女漫画の雰囲気を少年漫画に持ち込んだこの作品が高い評価を得る。続く『みゆき』『タッチ』が大ヒット。ラブコメ漫画の代表的作家として高橋留美子とともに『週刊少年サンデー』を牽引し、人気漫画家としての地位を確立する。1982年、上記2作で第28回小学館漫画賞少年少女部門を受賞<。80年代は『ナイン』『みゆき』『タッチ』に加え、少女漫画誌連載の『陽あたり良好!』もテレビアニメ化された。
以降も『週刊少年サンデー』で野球漫画を中心に執筆。コミックスの発行部数は、1990年4月に『スローステップ』第5巻にて、累計1億部を達成しており、2008年5月『クロスゲーム』第12巻にて、単行本のみの累計で小学館連載作家として初めて2億部を突破した。2009年、『クロスゲーム』で第54回（平成20年度）小学館漫画賞少年向け部門を受賞。前後して、長い間主戦場だった『週刊少年サンデー』を離れ、2009年に創刊した月刊誌『ゲッサン』へ活躍の場を移している。

## 作風
スポーツ漫画を多く描いているが、デビュー当初の経験から、熱血スポ根ものではなく、青春ラブコメディを得意としている。その一方で人間ドラマ志向が強く、劇画的な過剰さを避けつつも、シリアスな展開も多い。
高校野球をよく題材に取り上げており、『いつも美空』連載時のインタビューによると「原作のあるもの以外、ほぼ全作品が同じ世界観を持ち合わせている」という。南 (2013, p. 96) は、あだちの描くキャラクターは「何事にもガツガツしない」ことが特徴であるとし、『タッチ』の野球部員らを指し「元祖草食系男子」と形容している。
しばしば用いる技法としては、場面転換や時間経過を現すシーンで擬音も何もないサイレント映画のような風景で繋げていく、というものが挙げられる。また作中にはしばしばあだち自身が登場し、平然と作品に対する弁解や宣伝を行なう（メタフィクション）のも作品の特徴の一つである。
直前まで元気であった登場人物が突然死ぬような「死ネタ」を多用するのも特徴。
設定変更を何事もなかったかのように行うのではなく、連載途中に堂々とそれを明示する形で行う割り切りの良さもあだちの作風であり、作中でメタ表現として設定変更を公表する方針を取っている。『ラフ』のライバルキャラである仲西弘樹の家族構成の変更、『H2』の主要キャラである木根竜太郎の右打ちから両打ちへの変更(作者の作画ミスの辻褄合わせのギャグを契機に設定変更)などが主な例である。
2017年8月15日のフジテレビ系列『めざましテレビ』において、絵は生き物ゆえ何十年も同一人物を描いていることで微妙に顔は変わろうとも、作品に登場するキャラクターの絵のデザインの特徴が似ているのにも（そっくりなことにも）こだわりがあり、「あだち劇団」の劇団員がいろいろな役をしている考えがあるという内容が、11年半あだちを担当していた当時の「週刊少年サンデー」編集長・市原武法のコメントとして放送された。本人曰く「あだち一座」ともされる。
2017年にweb漫画サービス「サンデーうぇぶり」にて公開された「前代未聞の超難問・あだち充キャラクタークイズ」をあだち本人が挑戦したところ、100点満点中の76点だった。コメントでは、「これは76点満点の問題です。（※本当は100点満点です）それ以上の点数を取ってしまった人は再検査の必要があります。」と語っている。
幼少期から大の落語好きで、人間描写やコメディ描写に色濃く影響を受けている。そのため、スポーツ漫画以外では落語風SF時代劇『虹色とうがらし』なども描いている。
1975年の『牙戦』までの初期作品で用いていた劇画調の画風は、アシスタントを務めていた石井いさみの『くたばれ!!涙くん』の絵柄に近いが、石井もインタビューで「最後のほうは彼（あだち充）にほとんど描かせたくらい、それくらいキャラクターもそっくりに描いてくれました」と述べていた。また、石井も1975年連載開始の『750ライダー』以降、それまでの劇画調の絵柄からソフトタッチな作風へ変化しており、師匠と弟子が同時期に作風を大きく変えている。

## 人物

### 野球との関わり
- 東京ヤクルトスワローズのファンであり、ファンクラブのポストカードや、球団の宣伝ポスターを執筆している。少年時代は“三原脩信者”であったため、西鉄ライオンズ、つづいて大洋ホエールズのファンとなり、後に好みの選手が多く所属していたため、中日ドラゴンズのファンとなった。そして、広岡達朗監督時代（1976 - 79）のスワローズの連日のサヨナラ勝ちを生で目にしたためにスワローズファンとなり現在に至る[21]。2003年からはスワローズのファンクラブのポストカードのおまけを描いていたが、2007年度からは会員カードにも起用されている。
- 地元球団である群馬ダイヤモンドペガサスの選手が移動するときに使用するチームバスのイラストを執筆している。また、ダイヤモンドペガサスの後援会会員証のイラストも描いている。
- あだちの母校である前橋商業高等学校が夏の甲子園に出場したときには応援に駆けつけたり、夏の群馬予選時の選手名鑑の広告欄、『前商健児』にイラストを描いた。2022年に出場した際は青山剛昌と共に観戦した[22]。
- 2013年7月、長らく高校野球を題材に漫画を描いてきた実績を認められ、大会期間中にテレビ朝日系列局で放送される『熱闘甲子園』のキービジュアルイラストを担うことになった[23][24]。

### その他
- 血液型AB型[注 4]。
- デビュー当時を除き、小学館をメインに活動しているが、過去（1973年 - 1983年）に週刊少年ジャンプで開催されていた愛読者賞に、1982年と1983年の二度読者投票により選ばれている[注 5]。
- 前述の通り、小学生の頃から落語ファンで、中学の時には『落語大全集』を購入していた。好きな落語家は立川談志、三遊亭圓生、古今亭志ん生。作品にも時折落語のネタが現れる[4]。その影響からか、落語家出身タレントである伊集院光のファンであり、伊集院のラジオ番組『伊集院光 深夜の馬鹿力』（TBSラジオ）のヘビーリスナーでもある[25]。朝から昼にかけては文化放送で『くにまるジャパン』などを愛聴している。
- 岩崎良美のファンであり（「憧れの人」とも表現）、岩崎がアニメ『タッチ』の主題歌を担当する以前よりアルバムを聴いたり、また岩崎がパーソナリティーを務めるラジオ番組を毎週録音したりしていた[26]。
- 『タッチ』『ラフ』の実写化に関しては、長澤まさみの衣装に期待してオファーを受けたと冗談交じりに語った[27]。
- 作風にはまったく影響していないが、父や兄の影響から、麻雀好きでもあり、腕も立つ。

## 作品

### 連載
- レインボーマン - 講談社『テレビマガジン』（1972年10月号 - 1973年10月号）、『おともだち』（1972年11月号 - 1973年1月号） - 原作：川内康範、同名特撮ドラマのコミカライズ。
- リトル・ボーイ - 『少年サンデー増刊号』（1974年春、夏休み増刊号）、『週刊少年サンデー』（1974年28号 - 47号） - 原作：佐々木守
- おらあガン太だ  - 徳間書店『テレビランド』（1974年9月号 - 1975年3月号） - 原作：才賀明、同名ドラマのコミカライズ
- 牙戦（きばせん） - 『週刊少年サンデー』（1975年2号 - 34号） - 原作：滝沢解
- ヒラヒラくん青春仁義 - 学習研究社『中学コース・中一コース』（1975年4月号 - 1976年3月号） - 原作：佐々木守、単行本未収録回あり[28]
  - ヒラヒラくん青春音頭 - 『中一コース』（1976年4月号 - 1977年3月号） - 原作：佐々木守、単行本未収録[29]
  - ヒラヒラくん青春太鼓（ヒラヒラくん青春日記） - 『中一コース』（1977年4月号 - 1978年3月号） - 原作：佐々木守。単行本化に伴い『青春日記』に改題、未収録回あり。出版：ECコミックス（こだま出版）[30]
- がむしゃら - 『週刊少年サンデー』（1976年5・6合併号 - 18号） - 原作：やまさき十三
- 甲子園魂 - 双葉社『週刊パワァコミック』（1976年15号 - 1977年6号） - 原作：佐々木守
- ああ!青春の甲子園 - 『週刊少女コミック』 - 原作：やまさき十三
  - 初恋甲子園 - （1976年34号 - 51号）
  - 泣き虫甲子園 - （1977年15号 - 46号）
- おひけェなすって!野球仁義 - 『中一コース』（1978年4月号 - 1979年3月号） - 原作：佐々木守
- ナイン - 『少年サンデー増刊号』（1978年10月号 - 1980年11月号）
- 夕陽よ昇れ!! - 『週刊少女コミック』（1979年8号 - 19号） - 原作：やまさき十三
- おいら放課後若大将 - 『中一コース』（1979年4月号 - 1980年3月号）
- 陽あたり良好! - 『週刊少女コミック』（1980年2号 - 1981年15号）
- みゆき - 『少年ビッグコミック』（1980年17号 - 1984年18号）
- タッチ - 『週刊少年サンデー』（1981年36号 - 1986年50号）
- スローステップ - 『ちゃお』（1986年9月号 - 1991年3月号）
- ラフ - 『週刊少年サンデー』（1987年17号 - 1989年40号）
- 虹色とうがらし - 『週刊少年サンデー』（1990年4・5合併号 - 1992年19号）
- H2 - 『週刊少年サンデー』（1992年32号 - 1999年50号）
- じんべえ - 『ビッグコミックオリジナル』（1992年6月20日号 - 1997年3月20日号、不定期連載）
- 冒険少年 - 『ビッグコミックオリジナル』（1998年10月20日号 - 2005年4月20日号、不定期連載）
- いつも美空 - 『週刊少年サンデー』（2000年22・23合併号 - 2001年24号）
- KATSU! - 『週刊少年サンデー』（2001年36・37合併号 - 2005年12号）
- クロスゲーム - 『週刊少年サンデー』（2005年22・23合併号 - 2010年12号）
- アイドルA - 『週刊ヤングサンデー』（2005年36・37合併号 - 2007年36・37合併号）、『ゲッサン』（2010年11月号 - 2011年8月号、不定期連載中）
- QあんどA - 『ゲッサン』（2009年創刊号 - 2012年4月号）
- MIX - 『ゲッサン』（2012年6月号 - 連載中）

### 短編集
- ショートプログラム
  - 近況 - 『少年ビッグコミック』（1987年1号）
  - 交差点前 - 『少年ビッグコミック』（1986年4号）
  - ショートプログラム - 『ヤングサンデー』（1987年創刊号）
  - テイク・オフ - 『ヤングサンデー』（1988年7号）
  - チェンジ - 『少年サンデー増刊号』（1985年10月号）
  - プラス1（ワン） - 『ちゃお』（1986年6月号）
  - むらさき - 『ちゃお』（1985年6月号）
  - なにがなんだか - 『少年ビッグコミック』（1985年1号 - 2号）
- ショートプログラム2
  - 春が来る前に･･･ - 『プチコミック』（1992年4月号）
  - 若葉マーク - 『週刊ヤングサンデー』（1995年1号）
  - 途中下車 - 『週刊少年サンデー』（1994年36号）
  - [5×4P] - 『ビッグコミックスペリオール』（1992年14号 - 18号）
    1. お茶をにごす
    2. おかわりいかがですか?
    3. ちょっとお客さん
    4. クリームソーダ
    5. 立つ鳥 お茶をにごす

  - 震度4 - 『週刊少年サンデー』（1988年27号）
  - エースをつぶせ! - 『小学四年生』（1992年10月号 - 11月号）
  - スプリング・コール - 『週刊少年サンデー』（1993年15号）
  - ゆく春 - 『ビッグコミックスピリッツ』（1993年17号）
  - 帰り道 - 『ヤングサンデー』（1989年20号 - 21号）
  - サヨナラゲーム - 『ビッグコミック』（1991年夏の増刊号）
- ショートプログラム3
  - 下駄とダイヤモンド - 『週刊ヤングサンデー』（1998年17号）
  - どこ吹く風 - 『ビッグコミックスピリッツ』（1992年8号）
  - 天使のハンマー - 『ビッグコミック』（1998年6号）
  - メモリーオフ - 『週刊少年サンデー』（1999年6号 - 7号）
  - 白い夏 - 『週刊少年サンデー』（2002年36・37合併号） - 原作：武論尊
  - 四角い海 - 『少年サンデー30周年記念増刊号』（1989年）
  - アイドルA - 『週刊ヤングサンデー』（2005年36・37合併号、2006年17号、2007年5・6合併号）
  - 逃げた神様 - 『ビッグコミックオリジナルONE』（2005年10月16日号）
  - ショートメール - 『サンデー超WINTER増刊号』（2006年）
- ショートプログラム ガールズタイプ
  - 居候よりひとこと - 『週刊少女コミック』（1978年11号）
  - 続・居候よりひとこと - 『週刊少女コミック』（1978年24号）
  - 居候はつらいよ - 『週刊少女コミック』（1979年2号）
  - 恋人宣言 - 『少年ビッグコミック』（1979年22号）
  - SEASON - 『別冊少女コミック』（1983年8月号）
  - エースふたり - 『週刊少女コミック』（1978年16号）
  - 気まぐれパンチ - 『週刊少女コミック』（1977年34号）
- SHORT GAME 〜あだち充が短編で紡ぐ高校野球〜
  - リリーフ - 『ビッグコミックスペリオール』（2013年13号）
  - 同球生 - 『週刊ビッグコミックスピリッツ』（2010年47号）
  - フルカウント - 『ビッグコミックスペリオール』（2014年16号）
  - -浅丘高校野球部日誌- オーバーフェンス - 『週刊少年サンデー』（2011年22・23合併号）[注 6]
  - ゆく年くる年 - 『ビッグコミックスペリオール』（2012年2号

### 読切・短編（他作品の単行本に収録）
- なかよしの詩 - 虫プロ商事 『COM』（1971年9月号） - 『夕陽よ昇れ!!』第2巻（フラワーコミックス・小学館）
- 命のマウンド - 『週刊少年サンデー』（1975年初夏増刊号） - 原作：やまさき十三、『あだち充初期傑作集』第1巻（こだま出版）
- もうひとつの甲子園 - 『週刊少年サンデー』（1975年夏休み増刊号） - 原作：やまさき十三、『あだち充初期傑作集』第1巻（こだま出版）
- ハートのA - 『週刊少女コミック』（1975年33号 - 38号） - 原作：才賀明、『あだち充初期傑作集』第3巻（こだま出版）
- 北風からから - 『週刊少女コミック』（1977年12月21日増刊号） - 『ああ!青春の甲子園』第7巻（フラワーコミックス・小学館）
- 青空つれてテルテルぼうず - 『週刊少女コミック』（1978年7号） - 『ああ!青春の甲子園』第7巻（フラワーコミックス・小学館）
- 青葉に風 - 『週刊少女コミック』（1978年20号） - 『あだち充初期傑作集』第3巻（こだま出版）
- ケン - 『週刊少女コミック』（1978年28号 - 『ああ!青春の甲子園』第6巻（フラワーコミックス・小学館）
- 青春一直線（ストレート） - 『週刊少女コミック』（1978年37号） - 『ああ!青春の甲子園』第7巻（フラワーコミックス・小学館）
- ティーンズ - 『週刊少女コミック』（1978年42号） - 『あだち充初期傑作集』第3巻（こだま出版）
- MY SWEET SUNDAY - 『週刊少年サンデー』（2009年16号） - 合作：高橋留美子、『アイドルA』（少年サンデーコミックススペシャル・小学館）[注 7]
- 足つりバカ日誌 - 『ゲッサン』（2020年9月号） - 『MIX』第17巻（少年サンデーコミックス・小学館）

### 読切・短編（単行本未収録）
- 消えた爆音 - 『デラックス少年サンデー』（1970年12月号） - 原作：北沢力
- 学園Gメン - 『小学六年生』（1971年2月号 - 3月号）
- 無常の罠 - 『デラックス少年サンデー』（1971年3月号）
- 裂けた霧笛 - 『週刊少年サンデー』（1971年春休み増刊号） - 原作：真樹日佐夫
- ワン・ダウン - 『週刊少年サンデー』（1971年夏休み増刊号）
- 劣等生しょくん!! - 『小学六年生』（1971年12月号 - 1972年1月号） - 原作：夏木信夫
- リングに帰れ - 少年画報社 『週刊少年キング』（1971年51号）
- ゴングは鳴った - 『週刊少年キング』（1972年19号）
- どつかれ仁義 - 『週刊少年サンデー』（1972年40号 - 44号） - 原作：井上知士
- みなしご仁義 - 『週刊少年サンデー』（1973年28号 - 37号） - 原作：井上知士
- 鮮血の最終ラウンド - 『別冊少年サンデー』（1973年11月号） - 原作：井上知士
- 補欠振太郎 - 『週刊少年サンデー』（1974年お正月増刊号）
- まぼろしの強打者 - 『別冊少年サンデー』（1974年2月号） - 原作：関耕太
- あの娘に一本! - 『週刊少女コミック』（1975年4・5合併号）
- 甲子園の土に･･･ - 『週刊少女コミック』（1976年3号） - 原作：井上知士
- ふたりの甲子園 - 『週刊少女コミック』（1976年18号） - 原作：剣崎慎一郎
- 青空甲子園 - 『小学六年生』（1978年8月号 - 11月号）
- 夏のらくがき - 『週刊少年サンデー』（2017年35号）

### その他
- エッセイ集
  - がんばれ女のコ!（1984年12月18日、学習研究社）-（雑誌『SanSun』1983年5月号 - 1987年12月号連載時のタイトルは『真夜中のひとりごと』であった）
  - 続・がんばれ女のコ!（1986年4月7日、学習研究社）
  - 完結編・がんばれ女のコ!（1988年1月12日、学習研究社）
- ムック
  - 少年サンデーグラフィック タッチ（1985年8月30日、小学館）
  - 少年サンデーグラフィック タッチ 2（1985年12月26日、小学館）
  - 少年サンデーグラフィック 劇場用アニメ タッチ 3 背番号のないエース（1986年5月7日、小学館）
  - 少年サンデーグラフィック タッチ 4（1986年10月9日、小学館）
  - 少年サンデーグラフィック 劇場用アニメ タッチ 5 さよならの贈り物（1987年1月5日、小学館）
  - 少年サンデーグラフィック 劇場用アニメ タッチ 6 君が通り過ぎたあとに（1987年5月1日、小学館）
  - 陽あたり良好! グラフィック（1987年12月4日、小学館）
- カレンダー
  - プチコミック編集カレンダー 1993 少女伝説（1992年11月、小学館）
- 画業30周年記念企画BOX
  - TIME CAPSULE（2001年6月、小学館 - 3333部、シリアルナンバー入り完全限定販売）
- イラスト集
  - Season's Album（2002年8月1日、小学館、『TIME CAPSULE』に収録された同名の画集の増補改訂版）
- 画業40周年記念本
  - おあとがよろしいようで（2010年12月17日、小学館）- タイトルの通り『ナイン』から『クロスゲーム』までの連載作品の最終回のみを収録・解説した一冊。巻末付録として『QuickJapan Vol.62』に掲載された内容を増補改訂した「あだち充大辞典」が収められている。
- 装画
  - 大泉エッセイ 〜僕が綴った16年 （2013年4月19日、メディアファクトリー） - 大泉洋のエッセイ集の表紙装画。装画は初めての仕事。大泉があだちの大ファンだということで叶ったもの。16年前の大泉を模したイラストになっている。
- イメージイラスト
  - 熱闘甲子園（2013年、朝日放送）
  - 週刊朝日増刊『甲子園2015』（2015年8月3日、朝日新聞出版） - 小学館の媒体以外で「浅倉南」が表紙を飾る初の試みであった。さらに同年9月1日発売の「週刊朝日」本誌でも「上杉達也」が表紙に起用された。
  - ミックスグリル弁当（2018年、阪神甲子園球場） - 「第90回記念選抜高等学校野球大会」の開催期間にあわせて販売された『MIX』とのコラボ弁当。
  - 小説丸（2017年、小学館） - 小学館文庫の20周年にウェブサイトをリニューアルした際、『虹色とうがらし』に登場する七味と山椒をイメージキャラクターにした[31]。
- ジャケット
  - Noriko Hidaka All Time Best〜40 Dramatic Songs〜（2020年12月2日、ポニーキャニオン） - 日高のり子歌手デビュー40周年記念ベストアルバムのジャケット描きおろし[32]
- 『毎月あだち充』
  - あだちの過去の作品のみをとりまぜて掲載している月刊誌。2011年4月28日より毎月刊行。
- 漫画家本シリーズ
  - 漫画家本 vol.6 あだち充本（少年サンデーコミックススペシャル）2018年8月8日、小学館
- 協力
  - あだち勉物語 〜あだち充を漫画家にした男〜（2020年9月12日 - 、サンデーうぇぶり） - ありま猛の連載漫画。題字の提供およびネームを監修。兄・あだち勉の破天荒なエピソードを描いている[33][34]。

## 映像化作品

### アニメ
- 連続テレビアニメ
  - みゆき（1983 - 1984年） - 全37話
  - タッチ（1985 - 1987年） - 全101話
  - 陽あたり良好！（1987 - 1988年） - 全48話
  - H2（1995 - 1996年） - 全41話
  - クロスゲーム（2009 - 2010年） - 全50話
  - MIX（2019年） - 全24話
  - MIX（2023年） -
- 単発テレビアニメ
  - ナイン（1983年）
    - ナイン2 恋人宣言（1983年）
    - ナイン 完結編（1984年）

  - タッチ Miss Lonely Yesterday あれから、君は…（1998年）
    - タッチ CROSS ROAD 風のゆくえ（2001年）
- 劇場版アニメ
  - ナイン オリジナル版（1983年）
  - タッチ 背番号のないエース（1986年）
    - タッチ2 さよならの贈り物（1986年）
    - タッチ3 君が通り過ぎたあとに -DON'T PASS ME BY-（1987年）

  - 陽あたり良好！ KA・SU・MI 夢の中に君がいた（1988年）
- オリジナルビデオアニメ
  - スローステップ（1991年） - 全5話

### 実写
- 連続テレビドラマ
  - 陽あたり良好！（1982年） - 全19話
  - だから青春 泣き虫甲子園（1983年） - 全13話
  - じんべえ（1998年） - 全11話
  - H2〜君といた日々（2005年） - 全11話
- 単発テレビドラマ
  - みゆき（1986年）
  - ナイン（1987年）
  - タッチ（1987年）
- 実写映画
  - みゆき（1983年）
  - タッチ（2005年）
  - ラフ ROUGH（2006年）

- 配信ドラマ
  - ショート・プログラム （2022年3月1日より順次配信）

## 関連人物
- あだち勉 - あだちの実兄であり漫画家。故人。赤塚不二夫のチーフアシスタントを経てあだちプロの専務取締役に就任、アシスタントやマネージャーの仕事をしていた。マネージャーを務めていた1982年から84年にかけて、弟をモデルにしたギャグ漫画『実録あだち充物語』を発表している[注 8]。弟からは親しみをこめて「バカあんちゃん」と呼ばれていた。
- ありま猛 - 兄・勉の弟子で漫画家。兄弟で同居していた時代から交友があり、毎年正月にはありまを実家に招き、あだちの地元の同級生を交えた泊まりがけの麻雀を40年以上続けてきた[35]。ありまの連載『あだち勉物語』では題字を手がけたほか、「協力」としてクレジットされている。
- 石井いさみ - 師匠。週刊少年チャンピオン50周年記念サイトのインタビューでは「忙しいときはアシスタントが5人いました、その中に、あだち（充）くんもいて、彼が入ったときなんか、『おい、俺より上手いやつが入ってきたぞ』と女房に言ってねぇ（笑）、本当に絵が上手かった。最後のほうは彼にほとんど描かせたくらい、それくらいキャラクターもそっくりに描いてくれました」と、あだちの画力を絶賛している[36]。
- 永島慎二 - あだちは10代の頃、永島のファンであり、よく絵の模写をしていた。あだちは高校卒業後は永島のアシスタントに就くことになっていたが、永島が仕事を放ってアメリカに逃亡したため石井いさみに拾われることになった。『ビッグコミックオリジナルONE』2005年10月16日号の「追悼・永島慎二」では永島との思い出を描いた作品『逃げた神様』を執筆している。なお、この追悼企画はあだちが旧知の編集者に電話をかけたのが発端となったもの[4]。
- 高橋留美子 - 1980年代、あだちとともに『週刊少年サンデー』の看板作家を務めていた友人でありライバル。あだちは少年誌にこだわる理由について「高橋先生の存在が大きい」と述べている。年に数回会い、互いの作品の感想を述べ合うことがあるという[3]。週刊少年サンデー2006年43号巻末コメントにて「1作だけ違うペンネームをつけるとしたら、どんな名前にしますか?」という質問に対しての高橋は「あだち充。」と回答している。『タッチ』作中には高橋のサイン色紙が登場。2009年に合作漫画『MY SWEET SUNDAY』を掲載し、これは『アイドルA』単行本に収録されている。あだちが一番好きな高橋の作品は『境界のRINNE』であり、また、一番好きな主人公とヒロインそれぞれにも、同作品の六道りんねと真宮桜を挙げている。普通の人柄であることがその理由だという[37]。
- 島本和彦 - あだちとは互いにファン同士である。『タッチ』に島本の『炎の転校生』の主人公、滝沢昇が3ページほどゲスト出演する回があるが、これは島本が『炎の転校生』連載終了後、他の漫画家の制作現場を経験してアシスタントの使い方を勉強する目的で、1話だけアシスタントに入った日にその場で島本が描いたもの[4]。なお、島本和彦と藤田和日郎の合作『からくり逆境サーカスナイン』では、あだちにより1コマのみ『タッチ』の主要人物3人が登場している。
- ミスター・ポーゴ - プロレスラー。あだちとは中学時代の同級生であり、『週刊ゴング』に対談が掲載された事もある。その対談によると、『タッチ』の登場人物・松平孝太郎はポーゴがモデルだと言うことである。
- 三ツ矢雄二 - 『タッチ』のアニメ版で上杉達也を演じた声優。2018年に放送された『深夜!天才バカボン』第5話ではゲストキャラとして、あだち充を演じている（クレジットでは「あだち充先生」表記）。

### アシスタント
- 小野新二
- 服部かずみ
- みながわまさゆき